# Zahlungsverkehr
Zahlungsverkehr ist in der Wirtschaft die Gesamtheit aller Zahlungen, also Übertragungen von Zahlungsmitteln zwischen Wirtschaftssubjekten.

## Allgemeines
Im Mittelpunkt des Zahlungsverkehrs steht die Zahlung, die eine Übertragung von Bargeld oder Buchgeld von einem Wirtschaftssubjekt zum anderen zum Inhalt hat. Als Wirtschaftssubjekte kommen Privatpersonen, Unternehmen oder der Staat mit seinen Untergliederungen in Frage. Kreditinstitute müssen nicht notwendigerweise dabei mitwirken, denn beispielsweise sind auch die Barzahlung des Kaufpreises im Laden, die Nachnahme oder Hawala Teil des Zahlungsverkehrs; sämtliche Geldströme gehören dazu. Sind Kreditinstitute in die Zahlungsvorgänge zwischengeschaltet, stellt für sie der Zahlungsverkehr ein Bankgeschäft im Sinne des § 1 Abs. 1 Nr. 9 KWG dar.
Zahlungen gehören damit zu den wichtigsten ökonomischen Transaktionen. Sie werden zwischen zahlungspflichtigem Schuldner und Zahlungsempfänger (Gläubiger) zur Erfüllung als Gegenleistung (etwa beim Kaufvertrag für die erfolgte Lieferung) ausgetauscht, aber auch ohne Gegenleistung als Transferleistung (Schenkung, Steuerzahlung). Der interpersonale Austausch von Zahlungen zwischen den Wirtschaftssubjekten wird Zahlungsverkehr genannt, der internationale Zahlungsverkehr wird mit dem Ausland getätigt.

## Geschichte
In altbabylonischer Zeit konnte man mittels Anweisungen über das hauptsächlich aus Getreide bestehende Bankguthaben verfügen, was auch in Ägypten zur Ptolemäerzeit noch vorkam. Nach den Perserkriegen zwischen 490 und 449 v. Chr. nahmen die im Bankgeschäft führenden Trapeziten (heute noch griechisch τραπεζα trapeza für ‚Bank‘), Depositen an und führten hieraus Zahlungsleistungen durch Umschreibung von einem auf das andere Konto aus. Römisches Pendant zu den Trapeziten stellten die Argentarii dar. Sie vermittelten Zahlungen durch Umschreiben in den Geschäftsbüchern, das Umschreiben (lateinisch perscribere) nahm die Bedeutung von „Bezahlung“ an. Der Anweisungsakt (lateinisch delegatio) war im römischen Recht der Ausgangspunkt für Zahlungen. Erste Banken mit ausschließlichem Zahlungsverkehrsgeschäft entstanden mit der 1407 gegründeten „Casa di San Georgio“ in Genua, erste staatliche Girobanken waren die 1587 in Venedig entstandene „Banco di Rialto“, die 1592 in Mailand gegründete Banco Ambrosiano und die 1619 in Venedig gegründete „Banco Giro“, die erstmals das Wort „Giro“ im Namen enthielt.
Die Frankfurter Reformation befand im Jahre 1578, dass die bloße Anweisung noch keine Zahlung sei. Die Zahlung werde demnach nicht bereits mit der Verpflichtung des Angewiesenen, sondern erst mit dessen tatsächlicher Leistung bewirkt. Das findet sich noch heute in § 788 BGB wieder. Nach dem Vorbild der italienischen Banken entstand im Januar 1609 die Amsterdamer Wechselbank, der im März 1619 die Hamburger Bank folgte. Sie war eine reine Zahlungsbank, der 1621 noch die Nürnberger Banco Publico folgte. Die im Januar 1876 gegründete Reichsbank übernahm die Hamburger Girobank als Niederlassung. Der Reichsbank-Vorstand Richard Koch verstand unter einer Girozahlung die Vermittlung von Zahlungen unter den Kunden durch Ab- und Zuschreibung in den Bankbüchern auf der Grundlage der Depositen.
Der Rechtswissenschaftler Georg Cohn trug 1885 mit den ersten zahlungsverkehrsrechtlichen Werken zur rechtlichen Einordnung des Zahlungsverkehrs bei und ordnete den Girovertrag als Voraussetzung für die Girozahlung ein, Bankguthaben seien die Grundlage jeder Girozahlung. In Deutschland gab die Wirtschaftskrise des Jahres 1907 einen Anstoß zur Einführung des bargeldlosen Zahlungsverkehrs, um die Geldversorgung der Wirtschaft unabhängiger vom Bargeld zu gestalten. Hierfür bauten die historisch gewachsenen verschiedenen Bankengruppen (Sparkassen, Raiffeisenbanken/Volksbanken, Großbanken, Private Banken) ab 1908 eigene Gironetze auf, in denen der Zahlungsverkehr durch Spitzeninstitute (Girozentralen, Genossenschaftszentralbanken) schnell abgewickelt werden konnte. Johann Christian Eberle hatte die Vorteile eines sparkasseneigenen, geschlossenen Zahlungsverkehrsnetzes erkannt und die Gründung von Girozentralen als zentrale Verrechnungsstelle in jedem Land Preußens vorgeschlagen. Auf Eberles Initiative hin kam es am 5. Oktober 1908 zur Gründung des Giroverbandes Sächsischer Gemeinden mit 151 Mitgliedern, der eigentliche Giroverkehr begann am 2. Januar 1909 mit der ersten deutschen Girozentrale, die in Dresden den Giroverkehr für 143 Girokassen aufnahm. In der Folge gründeten sich weitere Giroverbände, und am 26. Oktober 1916 schlossen sich 12 Giroverbände zum „Deutschen Zentral-Giroverband“ zusammen. Ab 1923 begann der Zusammenschluss von in der gleichen Region tätigen Landesbanken mit reinen Girozentralen, was zur Schaffung der „Gemeinschaftsbanken“ führte.
Institutsgruppenübergreifende und überregionale Zahlungen wickelten die Landeszentralbanken ab. Zum Massengeschäft entwickelte sich der Zahlungsverkehr erst ab 1957 durch die Einführung bargeldloser Lohn- und Gehaltszahlungen. Das Girokonto machte weite Kreise von Privathaushalten erstmals bankfähig. Das Postscheckamt Hamburg, damals das größte in der Bundesrepublik, führte 1961 erstmals einen EDV-gestützten Dauerauftragsdienst ein. Ab Oktober 1963 kam das Lastschriftverfahren hinzu und verlagerte die Zahlungsinitiative zum Zahlungsempfänger. Beide Finanzinnovationen trugen dazu bei, dass der bargeldlose Zahlungsverkehr kontinuierlich zunahm.
Eine Vereinheitlichung des Zahlungsverkehrs in den EU-Mitgliedstaaten erfolgte durch das Zahlungsdiensterecht vom Oktober 2009. Es führte zu europaweiten einheitlichen Zahlungstransaktionen, Zeitvorgaben für die Auftragsausführung oder Widerrufsrechten. Durch das SEPA-Projekt wurde ab Februar 2014 der Europäische Zahlungsraum, ein einheitlicher Zahlungsraum für bargeldlose Zahlungen in Euro, geschaffen.

## Rechtsfragen
Der Zahlungsverkehr findet außerhalb des Bankwesens beispielsweise durch Barzahlung des Kaufpreises zwischen einem Verbraucher und dem Verkäufer (etwa im Supermarkt) statt. Hierbei liegt auch für den Zahlungsverkehr das Kaufvertragsrecht nach § 433 Abs. 2 ff. BGB zugrunde, wonach der Käufer verpflichtet ist, dem Verkäufer den vereinbarten Kaufpreis zu zahlen und die gekaufte Sache abzunehmen. Sind Kreditinstitute in den Zahlungsverkehr eingeschaltet, gilt das Zahlungsdiensterecht der §§ 675a ff. BGB. Hiernach ist ein Zahlungsvorgang gemäß § 675f Abs. 4 BGB jede Bereitstellung, Übermittlung oder Abhebung eines Geldbetrags, unabhängig von der zugrunde liegenden Rechtsbeziehung zwischen Zahler und Zahlungsempfänger; Zahlungsauftrag ist jeder Auftrag, den ein Zahler seinem Zahlungsdienstleister zur Ausführung eines Zahlungsvorgangs entweder unmittelbar oder mittelbar über einen Zahlungsauslösedienstleister oder den Zahlungsempfänger erteilt. Im Bankwesen ist der Zahlungsverkehr umfassend im Zahlungsdiensteaufsichtsgesetz (ZAG) gesetzlich geregelt. Hiernach wird das Zahlungsgeschäft in § 1 Abs. 1 Satz 2 Nr. 3 ZAG definiert als „die Ausführung von Zahlungsvorgängen einschließlich der Übermittlung von Geldbeträgen auf ein Zahlungskonto beim Zahlungsdienstleister des Nutzers oder bei einem anderen Zahlungsdienstleister durch die Ausführung von Lastschriften (Lastschriftgeschäft), die Ausführung von Zahlungsvorgängen mittels einer Zahlungskarte oder eines ähnlichen Zahlungsinstruments (Zahlungskartengeschäft) und die Ausführung von Überweisungen einschließlich Daueraufträgen (Überweisungsgeschäft)“.

## Formen
Man unterscheidet den Zahlungsverkehr nach Barzahlung, halbbarer Zahlung und bargeldloser Zahlung.

### Barzahlung
Bei der Zahlung mit Bargeld benötigt man kein Konto. Hier übergibt der Schuldner Münzen oder Banknoten an den Gläubiger. Zahlungsarten sind Bargeld, Boten senden oder Western Union. Es gibt Bareinzahlungen, die den Kassenbestand der Kreditinstitute erhöhen und Barauszahlungen, die ihn vermindern.

### Halbbare Zahlung
Bei der halbbaren Zahlung benötigt ein Beteiligter ein Konto. Beispielsweise zahlt der Zahlungspflichtige bar auf ein Konto des Zahlungsempfängers (Bareinzahlung) oder vom Konto des Zahlungspflichtigen (Abbuchung) wird an den Zahlungsempfänger bar ausgezahlt (Barauszahlung). Solche Zahlungsarten sind
Barscheck, Zahlschein, Reisescheck und Postnachnahme.
Im Zuge der digitalen Transformation ist u. a. Barzahlen und Paysafecash entstanden. In beiden Systemen wird online ein Code generiert, welcher ausgedruckt oder in gespeicherter Form als Zahl- oder Bezugsschein dient. Verbreitete Zahlstellen sind etwa Kassensysteme von Supermärkten als auch von Fahrkartenautomaten. So kann z. B. auch die Auszahlung von Hartz-IV-Geldern im Supermarkt vorgenommen werden.

### Bargeldlose Zahlung
Bei der bargeldlosen Zahlung benutzen beide Beteiligten ihr Konto. Über diese Konten wird die Zahlung mittels Überweisung, Echtzeitüberweisung, Lastschrift, Abbuchungsauftrag, Verrechnungsscheck oder Wechsel durchgeführt. Das Konto des Zahlenden wird mit dem Zahlbetrag belastet, dieser dem Konto des Zahlungsempfängers gutgeschrieben. Hilfsmittel des bargeldlosen Zahlungsverkehrs sind EC-Karte, Girocard, Guthabenkarte, Kreditkarte, Debitkarte, Mobile-Payment.

### Herkunfts- und Zielland
Je nach dem Herkunfts- und Zielland einer Zahlung unterscheidet man Inlandszahlungsverkehr und internationaler Zahlungsverkehr. Beim Inlandszahlungsverkehr verbleibt die Zahlung in einem bestimmten Staat, beim internationalen Zahlungsverkehr betreffen die Geldströme mehrere Staaten.

## Zahlungsverhalten
Als Zahlungsverhalten gilt die Nutzung der verschiedenen Zahlungsmittel durch die Wirtschaftssubjekte.

### Deutschland
Die Deutsche Bundesbank ermittelte im Jahre 2014 in Deutschland einen Barzahlungsanteil von 53,2 % aller Umsätze oder 79,1 % aller Transaktionen, gefolgt von der Girocard (29,4 %/15,3 %), Kreditkarte (3,9 %/1,3 %), Lastschrift (3,0 %/0,5 %) oder Überweisung (5,3 %/1,0 %). Beim Einzelhandelsumsatz lag der Barzahlungsanteil 2015 bei 52,4 %, gefolgt von Girocard/EC-cash (23,2 %), EC-Lastschrift (14,2 %) oder Kreditkarte (5,7 %). Die höchste Barzahlungsquote weisen Kneipen, Cafés und Schnellrestaurants auf, hier wird zu 96 % „in Cash“ bezahlt.

### Österreich
In Österreich dominiert weiterhin das Bargeld die Zahlungsmittellandschaft, denn 65 % des Volumens und 82 % aller Transaktionen wurden 2011 einer Umfrage zufolge in bar abgewickelt.

### Schweiz
In der Schweiz hingegen nimmt der Bargeldanteil deutlich ab. Betrug dort der Bargeldanteil im Jahre 1990 noch 90 %, so lag er 2014 bei 60 %. Durch die COVID-19-Pandemie hat der Bargeldanteil am Zahlungsverkehr weiter abgenommen. Von 2017 bis 2020 hat der mengenmässige Anteil der unregelmässigen Zahlungen in Bargeld von 70 % auf 43 % abgenommen. Bezüglich Transaktionswert der unregelmässigen Zahlungen lag gar ein Rückgang von 45 % auf 24 % vor. Diesbezüglich hat sich die Debitkarte mit 33 % als Zahlungsmittel auf den 1. Platz gesetzt.

### International
Führend im bargeldlosen Zahlungsverhalten in Europa ist Schweden, wo im Einzelhandel 95 % aller Geschäfte bargeldlos abgewickelt werden, in Großbritannien erfolgten 62 % aller Transaktionen 2014 bargeldlos. In den USA entwickelte sich der Zahlungsverkehr nach der Finanzkrise ab 2007 von einem vorrangig kreditkartenbasierten bargeldlosen zu einem Debitkartenmarkt. Hier liegt der Bargeldanteil bei nur bei 23 % (Umsatz) bzw. 46 % bei Transaktionen. Dabei erreichten Kartenzahlungen 2012 einen Marktanteil von 67 %, Debitkarten 38 % und Kreditkarten 21 %. In Singapur wurden 81,9 % aller Transaktionen 2013 mit e-Money abgewickelt.

## Dokumentation
In aller Regel wird jeder Zahlungsverkehr dokumentiert, im Rahmen einer privaten oder kaufmännischen Buchführung über Kontoauszüge. Außerdem ist jeder Vorgang auf Papier oder Daten belegt, dies muss nicht ein Überweisungsträger oder ein Kontoauszug sein, sondern kann auch eine Abrechnung sein. Man unterscheidet dabei zwischen dem beleghaften (Papier) und dem beleglosen Zahlungsverkehr. Zu beachten sind besondere Aufbewahrungspflichten.